# Benjamin Farjeon
Pour les articles homonymes, voir Farjeon.
Benjamin Farjeon, né le 12 mai 1838 à Londres, et mort dans le quartier londonien de Hampstead le 23 juillet 1903, est un écrivain, dramaturge et journaliste britannique, auteur de romans fantastiques, policiers et d’aventures. Il signe ses œuvres Benjamin L(eopold) Farjeon.

## Biographie
Né de parents juifs orthodoxes, il passe son enfance dans le quartier populaire de Whitechapel et reçoit une éducation scolaire rudimentaire. À 14 ans, il est embauché par un journal chrétien pour apprendre le métier d’imprimeur commercial.  En conflit ouvert avec son père, il rejette bientôt l’observation stricte des rites religieux hébraïques et quitte l’Angleterre pour l’Australie en 1854.  Pendant la traversée, il passe de l’entrepont à une cabine après avoir produit de sa main un journal destiné aux passagers et membres d’équipage.
À Melbourne, où il s'est installé, il occupe pendant un mois un poste de comptable. Entre l’âge de 16 à 23 ans, il travaille ensuite dans plusieurs mines d’or de l’État de Victoria, essayant de rentabiliser un petit journal sur chaque camp d'exploitation. Déçu par l’expérience, il émigre en Nouvelle-Zélande en 1861, s’installe à Dunedin et devient successivement reporter, gestionnaire, puis rédacteur-adjoint d’un journal local.  En 1865, il publie son premier roman, un récit de Noël, qui s’ouvre sur une dédicace à Charles Dickens qu’il admire et dont il espère suivre les traces. Dickens répondra aimablement à cet hommage, mais tout en refusant de publier le texte de Farjeon dans son hebdomadaire All the Year Round. Le jeune auteur voit néanmoins dans cette réponse un encouragement et décide de retourner en Angleterre.
En 1868, il vit à Londres dans un studio du Adelphi Theatre avec la ferme intention de devenir un écrivain célèbre. Jusqu’à sa mort, il publiera avec succès une cinquantaine de titres.  Plusieurs mettent en valeur son expérience dans les mines d’or australiennes : Joshua Marvel (1871), At the Sign of the Silver Flagon (1876), The Sacred Nugget (1884), While Golden Sleep Doth Reign (1887), Basil and Annette (1890), The Betrayal of John Fordham (1896). Les autres abordent tous les genres populaires alors en vogue, avec une prédilection pour le roman policier, le roman d’aventures et le récit fantastique. Il écrira également pour la scène.
Le 6 juin 1877, il épouse Margaret Jane Jefferson, la fille de l’acteur américain Joseph Jefferson. Il sera père de quatre enfants. Trois d’entre eux deviendront écrivains : Eleanor Farjeon (1881-1965), poète et spécialiste de récits fantastiques, Herbert Farjeon (en) (1887-1945), dramaturge en vue de la scène britannique dans la première moitié du XXe siècle, et Joseph Jefferson Farjeon (1883-1955), auteur reconnu de whodunit. L’aîné, Harry Farjeon (en) (1878-1948), sera compositeur.

## Œuvre

### Romans
- Shadows on the Snow: a Christmas Story (1865)
- Grif: a Story of Australian Life ou Grif: a Story of Colonial Life (1866)
- Jessie Trim (1870)
- Blade-o'-Grass: a Christmas Story (1871)
- Joshua Marvel (1871)
- London's Heart (1873)
- Bread-and-Cheese and Kisses: a Christmas Story (1873)
- Golden Grain (1874)
- The King of No-Land (1874)
- Love’s Victory (1875)
- An Island Pearl (1875)
- Jesse Trim: a Novel (1875)
- The Duchess of Rosemary Lane (1876)
- At the Sign of the Silver Flagon (1876)
- Solomon Isaacs: a Novel (1877)
- Widow Cherry:, or, the Mystery of Roaring Meg (1878)
- The Bells of Penraven (1879)
- At the Sign of the Silver Flagon (1880)
- Little Make-Believe (1883)
- Great Porter Square: a Mystery (1884) Publié en français sous le titre Le Mystère de Porter Square, Paris, Hachette, 1889
- The House of White Shadows (1884)
- The Shield of Love (1884)
- The Sacred Nugget (1884)
- Christmas Angel (1884)
- Self-Doomed: a Novel (1885)
- Love’s Harvest (1885)
- In a Silver Sea (1886)
- The Golden Land, or, Links from Shore to Shore (1886)
- A Secret Inheritance (1887)
- While Golden Sleep Doth Reign (1887)
- The Tragedy of Featherstone: a Novel (1887)
- Devlin the Barber (1888), roman fantastique
- Toilers of Babylon (1888)
- Miser Farebrother (1888)
- A Strange Enchantment (1889), roman fantastique
- The Blood White Rose (1889)
- The Mystery of M. Felix (1890)
- The Toilers of Babylon (1890)
- Basil and Annette (1890)
- The Nine of Hearts (1890) Publié en français sous le titre Le Neuf de cœur, Paris, C. Lévy, 1887
- Dr. Glennie’s Daughter: a Story of Real Life (1891)
- The Peril of Richard Pardon: a Novel (1891)
- Merry, Merry Boys (1891)
- The Human Law (1892)
- The March of Fate: a Novel (1893)
- The Last Tenant (1893), histoire d’un chat fantôme
- Something Occurred (1893)
- Bread-and-Cheese and Kisses: a Christmas Story (1893)
- Aaron the Jew ou A Fair Jewess (1894)
- The Man in Possession (1895)
- The Betrayal of John Fordham (1896)
- Miriam Rozella (1898)
- Samuel Boyd of Catchpole Square: a Mystery (1899) Publié en français sous le titre Samuel Boyd de Catchpole Square, Paris, Librairie des Champs-Élysées, Le Masque no 45, 1929
- The Pride of Race: a Tale (1901)
- The Mystery of the Royal Mail (1902)
- The Clairvoyante (1905), publication posthume
- Mrs. Dimmock’s Worries (1906), publication posthume
- For the Defence (1913), publication posthume

### Nouvelles

#### Recueils de nouvelles
- Christmas Stories (1874)

#### Nouvelles isolées
- The Murderer's Confession (1890)
- Three Birds on a Still (1891)

### Théâtre
- The Golden Fleece, or the Loves of Jason and Medea (1864)
- A Life's Revenge (1864), adaptation scénique du roman Sister Rose de Wilkie Collins.
- Faust (1865)
- Guy Fawkes (1867)
- The Mesmerists: an Original Play in Four Acts (1900)

## Sources
- Jacques Baudou et Jean-Jacques Schleret, Le Vrai Visage du Masque, vol. 1, Paris, Futuropolis, 1984, 476 p. (OCLC 311506692), p. 187.
- Oxford Companion to Australian Literature, Oxford University Press, 1994.